# Strange Darling
Strange Darling ist ein US-amerikanischer Thriller aus dem Jahr 2023, geschrieben und inszeniert von JT Mollner, mit Willa Fitzgerald, Kyle Gallner, Barbara Hershey und Ed Begley Jr. Der Film spielt im ländlichen Oregon und dreht sich um einen Mann und eine Frau, die einen One-Night-Stand haben, der sich zu einem Katz-und-Maus-Spiel mit Mord entwickelt. Der Film ist in sechs nichtlineare Kapitel unterteilt, die den Höhepunkt der jahrelangen Mordserie eines Serienmörders im Westen der Vereinigten Staaten dramatisieren.

## Handlung
Die Struktur des Films ist nicht linear, aber diese Zusammenfassung der Handlung ist linear geschrieben. Die Reihenfolge der Kapitel, wie sie im Film gezeigt wird, ist Kapitel 3, 5, 1, 4, 2, 6 und dann der Epilog.

### Kapitel 1 – „Mister Snuffle“
Im ländlichen Hood River County, Oregon, lernt eine Frau („die Frau“) einen Mann („den Dämon“) kennen, und die beiden gehen in ein örtliches Motel, um Sex zu haben. Bevor sie ein Zimmer mietet, erklärt die Frau dem Dämon die Risiken, die Frauen eingehen, wenn sie sich auf ein solches Verhalten einlassen, und fordert ihn auf, ihr zu sagen, ob er ein Serienmörder ist oder nicht. Nachdem er dies verneint hat, willigt die Frau ein und bittet den Dämon, mit ihr ein hyperrealistisches sadomasochistisches Rollenspiel zu machen, bei dem er sich als Mörder und sie sich als sein Opfer ausgibt.

### Kapitel 2 – „Hast du Lust auf eine Party?“
Nach stundenlangen Rollenspielen besteht die Frau darauf, dass die beiden vor dem Sex Kokain nehmen, woraufhin der Dämon zustimmt. Als die Frau anfängt, sich kalt zu verhalten und dem Dämon den Sex verweigert, offenbart sie ihm, dass sie ihm in Wirklichkeit Ketamin verabreicht hat, das ihn stark sediert.
Die Lady, die selbst eine Serienmörderin ist und von den Medien als „Electric Lady“ bezeichnet wird, ritzt die Initialen ihres Namens in die Brust des Dämons. Als sie seine Sachen durchwühlt, entdeckt sie eine Polizeimarke, aus der hervorgeht, dass er Polizist ist. Der Dämon kommt allmählich wieder zu sich. Als die Frau ihn erstechen will, schießt er ihr mit seiner am linken Bein versteckt getragenen Pistole das Ohr ab. Die Frau flieht in einem gestohlenen Auto aus dem Motel, nachdem sie die Rezeptionistin erstochen hat, und wird vom Dämon in dessen eigenem Wagen verfolgt.

### Kapitel 3 – „Können sie mir helfen? Bitte?“
Auf einer Landstraße schießt er auf das Fahrzeug, so dass die Frau einen Unfall baut und zu Fuß in den Wald flieht. Sie stößt auf das Landhaus der beiden exzentrischen Hippie-Prepper Frederick und Genevieve, die sie bei sich aufnehmen.

### Kapitel 4 – „Das Bergvolk“
Während Genevieve Medikamente für die Frau holt, versucht Frederick, die Polizei anzurufen, aber die Frau ermodertet ihn. Anschließend zwingt sie Genevieve nach draußen. Der Dämon trifft mit seinem Gewehr auf dem Grundstück ein. Genevieve ergreift die Gelegenheit und flieht in den Wald, während die Frau sich ins Haus zurückzieht und in einer Kühltruhe versteckt.

### Kapitel 5 – „Hier, Kitty, Kitty …“
Der Dämon beginnt, das Haus zu durchsuchen, schießt auf Truhen, in denen er die Frau vermutet, und ruft spöttisch „Hier, Kitty, Kitty, Kitty“. Schließlich findet er sie und schießt durch die Kühltruhe, wobei er ihre Schulter verwundet.

### Kapitel 6 – „Wer ist Gary Gilmore?“
Der Dämon fesselt die Frau mit Handschellen an die Kühltruhe, bevor er seine Sheriff-Kollegen Pete und Gale zur Unterstützung ruft. Die Frau erzählt dem Dämon, dass sie immer gehofft hatte, wie Gary Gilmore zu sterben, und gesteht ihm unter Tränen, dass sie während ihrer früheren sexuellen Begegnung einen flüchtigen Moment wahrer Liebe für ihn empfand. Dann besprüht sie ihn mit Genevieves Bärenspray, das sie bei sich in der Kühltruhe versteckt gehalt hatte. Es kommt zu einem Kampf, in dessen Verlauf die Frau dem Dämon in den Hals beißt und seine Halsschlagader durchtrennt, sodass er verblutet. Als er stirbt, nimmt sie seine Pistole versteckt an sich.
Als Pete und Gale am Haus ankommen, finden sie die Frau mit heruntergezogener Hose an die Kühltruhe gefesselt vor. Sie behauptet, der Dämon habe sie im Kokainrausch entführt und zum Landhaus gebracht, um sie zu vergewaltigen und zu ermorden, ohne zu wissen, dass das Haus bewohnt war. Pete ist skeptisch und besteht darauf, dass die Mordkommission den Fall untersucht, bevor sie die Frau befreien, aber Gale überzeugt ihn, dass die Frau sofort medizinisch versorgt werden sollte. Als die Beamten die Frau im Auto in die Stadt fahren wollen, taucht Genevieve an der Straße auf und hält sie an. Die Frau erschießt sie, bevor sie erklären kann, was passiert ist. Die Frau lässt sich daraufhin beide Waffen von den Gesetzeshütern aushändigen, bevor sie Gale befiehlt auszusteigen.

### Epilog – „Die Electric Lady“
Pete fährt die Frau weiter die Straße hinunter, bevor sie ihn zum Anhalten auffordert, damit sie sich ihre nächsten Schritte überlegen kann. Als Pete sie fragt, warum sie tötet, sagt sie ihm, dass sie manchmal „keine Menschen sieht, nur Teufel“. Daraufhin tötet die Frau auch Pete. Die Frau stolpert zu Fuß weiter die Straße hinunter, als eine andere Frau in einem Pickup auf sie stößt. Beim Blick in den Seitenspiegel sieht die Frau in ihrem eigenen Spiegelbild kurz „einen Teufel“ aufblitzen. Als die Frau ihre Pistole zieht, feuert die Fahrerin zuerst einen Revolver. Die Fahrerin ruft von ihrem Handy aus die Polizei an und erklärt, sie habe in Selbstverteidigung eine Fremde erschossen und sei auf dem Weg ins örtliche Krankenhaus. Die Frau (die aufgrund des Schusses zu krampfen beginnt) sieht die Fahrerin so lange an, bis sie das Bewusstsein verliert und stirbt.

## Drehbuch
Der Drehbuchautor und Regisseur JT Mollner entwickelte Strange Darling im Jahr 2021, als die Filmindustrie begann, sich von der COVID-19-Pandemie zu erholen. Innerhalb von sechs Monaten hatte er das Drehbuch fertiggestellt und mit den Dreharbeiten begonnen – der schnellste Produktionsprozess, den er je erlebt hatte. Mollner beschrieb den Schreibprozess als den einfachsten, den er in seiner Karriere erlebt hatte. Er erklärte, dass sich das Drehbuch „quasi von selbst geschrieben“ habe, und führte dies darauf zurück, dass er vor dem Schreiben viel Zeit mit der Konzeption des Projekts verbracht habe.
Mollner erläuterte das Konzept: „Ich wurde von dem Bild des letzten Mädchens angezogen, das durch den Wald rennt. Ich sah es immer wieder, und ich wusste, dass es eine Trope war, aber ich sah es so, dass ich das Bild, das ich sah, mit einem Kleidungsstück versah, das es für mich einzigartig machte, die Kittel und die Musik und die Bildrate, die Zeitlupe, die ich drehen wollte, und das Objektiv. Ich hatte dieses sehr stilisierte Bild im Kopf, aber ich wollte sicherstellen, dass es über den reinen Stil hinaus eine Geschichte gibt oder eine einzigartige Seite einer Figur, die wir zeigen konnten, die wir in anderen Filmen noch nicht gesehen hatten, nicht nur in Horrorfilmen, sondern in Filmen über Menschen, die verfolgt werden oder in Not sind.“
Nach Fertigstellung des Drehbuchs erhielt Mollner drei verschiedene Angebote von verschiedenen Unternehmen. Zuerst trafen sie sich mit Miramax, wo Mollner sich erinnerte: „Im Raum bei Miramax war ich etwa drei Minuten in meinem Pitch und Bill Block sagte: 'Wir machen es. Es ist vollbracht. Reden Sie mit niemandem sonst.'“ Etwa drei oder vier Wochen später begann der Casting-Prozess.
Die kapitelweise Struktur des Films sollte das Publikum fesseln und die Spannung aufrechterhalten. Mollner war der Meinung, dass dieser erzählerische Ansatz nicht nur diejenigen ansprechen würde, die mit dem Drehbuch vertraut sind, sondern auch neue Zuschauer, da er die Neugierde auf die sich entfaltende Geschichte fördert: „Die Enthüllungen der kapitelweisen Struktur ziehen einen sofort in ihren Bann. Ich gehe davon aus, dass dies auch einen Fremden anspricht, der das Drehbuch in die Hand nimmt und sagt: ‚Ich will wissen, wie es weitergeht.‘“
Der Regisseur hat weder bestätigt noch dementiert, dass der Film auf realen Ereignissen beruht, er sagt, dass es „vielleicht“ so ist. Am Ende des Abspanns findet sich jedoch der Standardtext: „Die in diesem Film dargestellten Personen und Ereignisse sind fiktiv. Jede Ähnlichkeit mit lebenden oder verstorbenen Personen ist rein zufällig“.

## Produktion
Am 27. September 2022 berichtete Deadline Hollywood, dass der Film in Portland, Oregon, gedreht wurde. Produziert wurde der Film von Bill Block, Steve Schneider und Roy Lee, die Kameraführung lag in den Händen von Giovanni Ribisi (der mit diesem Film sein Kinodebüt in Spielfilmlänge gab). Ribisi wird auch als Produzent genannt (da er seine persönliche Ausrüstung für die Filmproduktion zur Verfügung stellte) und hat einen Cameo-Auftritt. Für die Dreharbeiten verwendete er 35-mm-Film.
Die Produktion dauerte 32 Tage und hatte ein Budget von 4–10 Millionen US-Dollar, wobei einige Szenen im Mount Hood National Forest gedreht wurden.
Die Produktion stand vor großen Herausforderungen und wurde nach zwei Drehtagen aufgrund negativer Rückmeldungen der Filmverantwortlichen eingestellt, die erklärten: „Wir hassen alles an dem, was ihr uns schickt. Es macht uns überhaupt keinen Spaß. Und wir sind uns nicht sicher, ob das funktionieren wird“. Die Verantwortlichen verlangten auch, dass Willa Fitzgerald neu besetzt wird. Mollner beschrieb diese Erfahrung als „traumatisch“ und befürchtete, dass eine dauerhafte Stilllegung seine Zukunftsaussichten als Filmemacher gefährden würde. Die Produzenten Lee und Schneider forderten die Geldgeber auf, die Produktion wieder aufzunehmen, und betonten, dass bereits Millionen ausgegeben worden seien und dass „wir [den Film] entweder so machen oder gar nicht“. Aufgrund des fast einwöchigen Stillstands während der Dreharbeiten und der daraus resultierenden Budgetbeschränkungen wurde eine wichtige Flusskulisse gestrichen.
Nach Abschluss der Dreharbeiten gab es weiterhin Spannungen wegen der nicht-linearen Erzählstruktur des Films. Ohne Mollners Wissen stellte Miramax einen anderen Cutter ein, der den Film als lineare Geschichte umschnitt. Mollner teilte Miramax-CEO Bill Block mit, dass er seinen Namen aus dem Film entfernen lassen würde, wenn er in Folge veröffentlicht würde, und ging sogar so weit, ihn während seiner eigenen Schnittfassung der Testvorführung zu entfernen. Tiffany Haddish, eine Bekannte von Mollner, sah sich eine frühe Fassung an und plädierte ebenfalls dafür, dass Block Mollners Version akzeptiert.
In Übereinstimmung mit seinem Vertrag wurde Mollner eine Probevorführung seiner Fassung gewährt. Nach einer sehr erfolgreichen Publikumsreaktion gewährte Block Mollner schließlich den endgültigen Schnitt und entschuldigte sich später bei Mollner für die schwierige Produktion.

## Veröffentlichung
Der Film hatte seine Weltpremiere am 22. September 2023 auf dem Fantastic Fest in Austin, Texas. Im Februar 2024 erwarben die Magenta Light Studios die nordamerikanischen Vertriebsrechte an dem Film.
Eine Vorpremiere fand am 14. August 2024 in ausgewählten US-Kinos statt, gefolgt von einer exklusiven, live gestreamten Fragerunde aus dem AMC Lincoln Square 13 Theater mit Autor/Regisseur Mollner, Kameramann Ribisi und Hauptdarsteller Fitzgerald, moderiert von Carla Gugino. Der Film startete in Australien am 22. August 2024, gefolgt von einem breiten US-Kinostart auf 1.133 Leinwänden am 23. August 2024.
Strange Darling wurde am 1. Oktober 2024 über STX Entertainment als VOD veröffentlicht.
In Deutschland feierte der Thriller im September 2024 seine Premiere beim Fantasy Filmfest und lief anschließend an einem einzigen Abend am 21. November bei der Kinokette UCI im Rahmen der Midnight Movie Reihe.
Am 10. April 2025 wurde der Film in Deutschland schließlich über Capelight Pictures auf Ultra HD Blu-ray, Blu-ray und DVD ausgewertet. Außerdem steht der Film bei diversen Streaminganbietern kostenpflichtig zur Verfügung.

## Rezeption

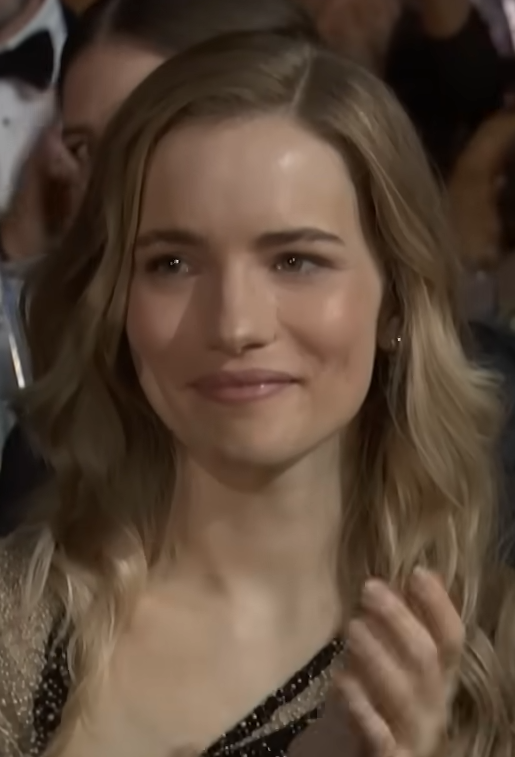
Willa Fitzgerald erhielt viel Lob für ihre Darstellung, die von den Kritikern als ihr Durchbruch angesehen wurde.

### Einspielergebnis
Der Film hat weltweit 4,9 Mio. US-Dollar eingespielt. In den Vereinigten Staaten und Kanada spielte der Film an seinem Eröffnungswochenende 1,1 Mio. US-Dollar in 1.135 Kinos ein.

### Kritik
Lutz Granert von Filmstarts gab dem Film 4 von 5 Sternen und resümierte, dass der blutige Thriller in wunderschönen analogen Bildern ein erfrischendes Katz-und-Maus-Spiel biete, das auch abseits der verschachtelten Kapitelstruktur in vielerlei Hinsicht an die Werke von Quentin Tarantino erinnere. Ebenso subversiv und überraschend, wie temporeich und spannend!
Sebastian Stumbek von moviebreak komme zu dem Schluss, dass sich Strange Darling nicht in die Karten schauen lasse und diese auf clevere Weise während seiner nicht-linearen Erzählung offenlege. Obendrein sei der Film mit einem Sinn für Stil und Ästhetik sowie zwei stark aufspielenden Hauptdarstellern versehen. Ein außergewöhnlicher Thrill-Ride.

### Auszeichnungen
Saturn-Award-Verleihung 2025
- Auszeichnung als bester Thriller
- Nominierungen für die beste Regie (JT Mollner), das beste Drehbuch (JT Mollner) und den besten Schnitt (Christopher Robin Bell)
- Nominierungen für den besten Hauptdarsteller (Kyle Gallner), die beste Hauptdarstellerin (Willa Fitzgerald) und die beste Nebendarstellerin (Barbara Hershey)